# Лінден (Нью-Джерсі)
Лінден (англ. Linden) — місто (англ. city) в США, в окрузі Юніон штату Нью-Джерсі. Населення — 43 738 осіб (2020).

## Географія
Лінден розташований за координатами 40°37′31″ пн. ш. 74°14′16″ зх. д. / 40.62528° пн. ш. 74.23778° зх. д. (40.625230, -74.237823).  За даними Бюро перепису населення США в 2010 році місто мало площу 29,54 км², з яких 27,65 км² — суходіл та 1,90 км² — водойми.

## Демографія
Згідно з переписом 2010 року, у місті мешкало 40 499 осіб у 14 909 домогосподарствах у складі 10 277 родин. Було 15872 помешкання
Расовий склад населення:
| - 59,2 % — білих - 26,9 % — чорних або афроамериканців - 2,7 % — азіатів - 0,3 % — корінних американців - 7,6 % — осіб інших рас |

До двох чи більше рас належало 3,4 %. Частка іспаномовних становила 24,9 % від усіх жителів.
За віковим діапазоном населення розподілялося таким чином: 21,8 % — особи молодші 18 років, 64,8 % — особи у віці 18—64 років, 13,4 % — особи у віці 65 років та старші. Медіана віку мешканця становила 38,8 року. На 100 осіб жіночої статі у місті припадало 91,1 чоловіків;  на 100 жінок у віці від 18 років та старших — 87,7 чоловіків також старших 18 років.
Середній дохід на одне домашнє господарство  становив 72 545 доларів США (медіана — 63 250), а середній дохід на одну сім'ю — 81 696 доларів (медіана — 73 044). Медіана доходів становила 50 400 доларів для чоловіків та 40 742 долари для жінок. За межею бідності перебувало 9,4 % осіб, у тому числі 12,4 % дітей у віці до 18 років та 9,1 % осіб у віці 65 років та старших.
Цивільне працевлаштоване населення становило 20 401 осіб. Основні галузі зайнятості: освіта, охорона здоров'я та соціальна допомога — 22,3 %, роздрібна торгівля — 12,8 %, транспорт — 11,1 %, виробництво — 11,0 %.